# Amblyrhiza inundata
Amblyrhiza inundata är en utdöd däggdjursart som beskrevs av Edward Drinker Cope 1868. Amblyrhiza inundata är ensam i släktet Amblyrhiza som ingår i familjen Heptaxodontidae. Inga underarter finns listade i Catalogue of Life.
Kvarlevor av denna gnagare hittades på Anguilla och Saint Martin i Västindien. Uppskattningsvis hade den en vikt mellan 50 och 200 kg.
På grund av de upphittade kvarlevor som främst utgörs av skallar och tänder antas att arten var lite mindre än en svartbjörn. Bara huvudet hade en längd av cirka 40 cm. I motsats till huvudet, bålen och bakfötterna, som vara stora, hade de främre extremiteterna en smal form.
Troligen åt gnagaren olika växtdelar. Enligt en teori hade den under pleistocen ett större utbredningsområde på grund av lågt vattenstånd. Hela beståndet utgjordes enligt uppskattningar av 6 000 till 15 000 individer. Antagligen var Amblyrhiza inundata redan utdöd när Västindiens ursprungsbefolkning nådde öarna för cirka 2500 år sedan. Ännu mer otänkbart är att den fanns kvar vid européernas ankomst för 500 år sedan.